# Bogdanci
Bogdanci (macedónul Богданци) városa az azonos nevű község székhelye Észak-Macedóniában.

## Népesség
Bogdanci városának 2002-ben 6 011 lakosa volt, melyből 5 761 macedón (95,84%), 176 szerb, 48 török, 4 vlah, 2 albán, 1 cigány és 19 egyéb.
Bogdanci községnek 2002-ben 8 707 lakosa volt, melyből 8 093 macedón (92,95%), 525 szerb (6,03%), 54 török (0,62%), 5 vlah (0,06%), 2 albán (0,02%), 1 cigány (0,01%) és 27 egyéb (0,31%).

## A községhez tartozó települések
- Bogdanci
- Gyavato (Bogdanci),
- Szelemli,
- Sztojakovo.